# 沃里克 (北达科他州)
沃里克（英語：Warwick），是美国北达科他州下属的一座城市。根据2010年美国人口普查，该市有人口65人。